# Patquía

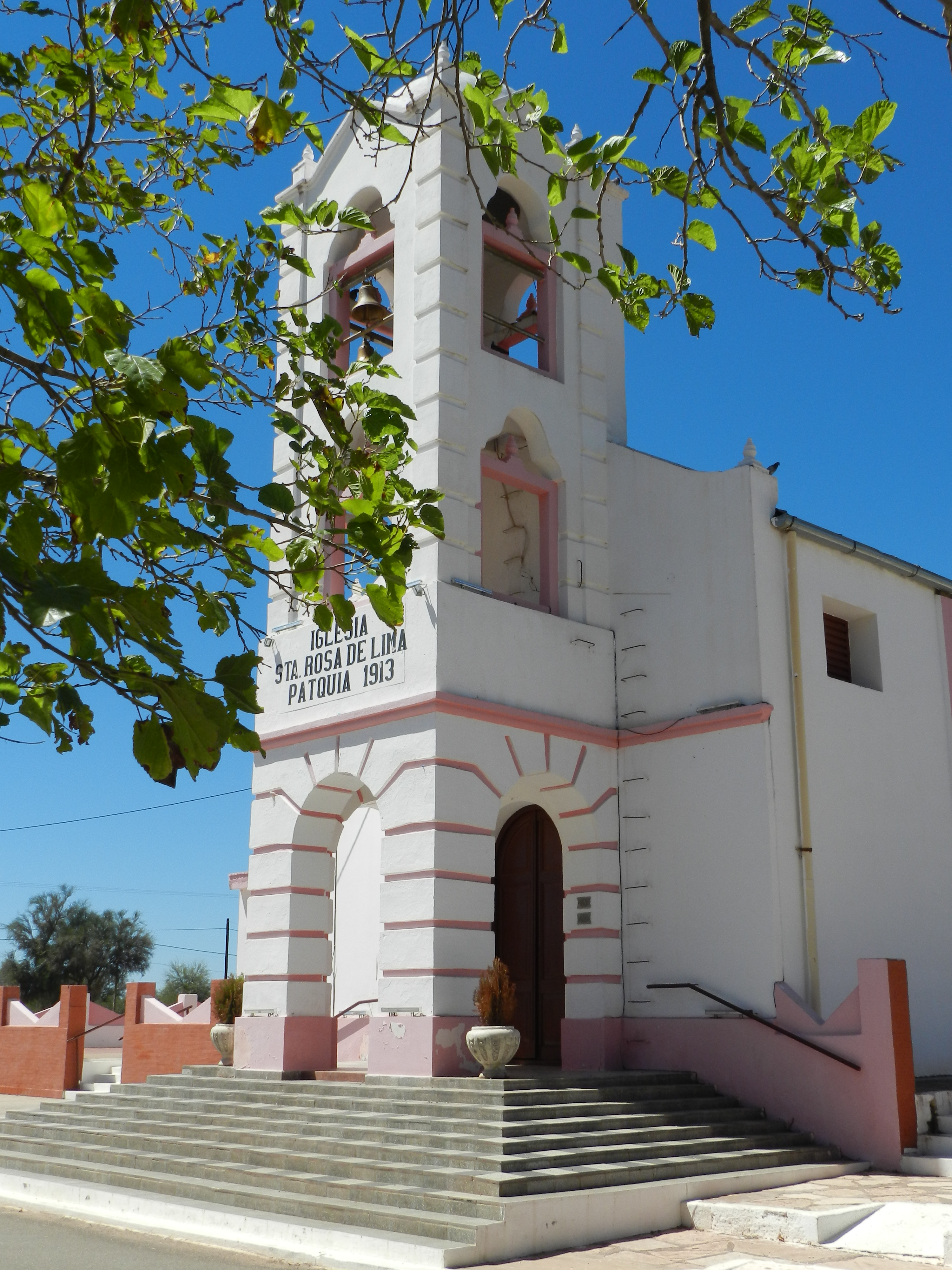
Iglesia de Patquia, Cabecera del departamento Independencia.

Patquía é uma cidade da Argentina, localizada na província de La Rioja